# Battaglia di Maida
La battaglia di Maida ebbe luogo il 4 luglio 1806 nel corso della campagna delle truppe napoleoniche per invadere la Calabria e completare l'occupazione del Regno di Napoli. Il contrammiraglio britannico, William Sidney Smith, temendo l'invasione francese della Sicilia dove il re Ferdinando IV si era rifugiato, fece sbarcare un corpo di spedizione forte di circa 5 000 uomini, comandato dal generale John Stuart, e diversi cannoni presso la piana di Sant'Eufemia ai piedi del centro abitato di Maida in provincia di Catanzaro.

## La battaglia
Una colonna francese, poco provvista di artiglieria ma forte di circa 6 000 soldati, attaccò risolutamente i britannici con l'intento di rigettarli in mare. La frettolosa decisione del generale Jean Reynier, comandante delle truppe francesi, di attaccare invece di attendere rinforzi presso la posizione fortificata di Maida si rivelò però disastrosa.
Stuart dispose i suoi soldati su due file parallele, la tipica formazione adottata in battaglia dalla fanteria inglese, tenendo come riserva un reggimento e puntando anche ad interrompere la via di comunicazione del nemico per Monteleone. Inoltre fornì gli ordini per la difesa della testa di ponte, da utilizzare in caso di sconfitta e di immediata ritirata, affidando il compito al capitano Fisher del reggimento svizzero Watteville. Nel contempo ordinò al giovane tenente del genio navale Charles Boothby di rimanere alla testa di ponte. Boothby si sistemò sulla cima del bastione di Malta, da dove poteva assistere alle fasi della battaglia e dirigere i suoi uomini che difendevano la testa di ponte.
Reynier, che si era posizionato sulla sponda dell'Amato perché il fiume costituiva una protezione naturale contro le migliaia di briganti che infestavano il bosco circostante, schierò le sue truppe mettendo al centro il generale Franceschi-Delonne con 300 cacciatori a cavallo e i sei pezzi di artiglieria, a destra il generale Digonnet, con 1 250 uomini del 23º reggimento di fanteria leggera, a sinistra il generale Compére, con il 1º reggimento leggero e con il 42° di linea che contavano complessivamente 2 400 uomini. In seconda fila agivano circa 1 500 soldati svizzeri e polacchi, comandati dal generale Peyri.
Le truppe dell'imperatore, poco appoggiate dalla scarsa artiglieria (6 pezzi contro i 16 britannici), mentre i britannici godevano della protezione dell'artiglieria navale della flotta inglese, alle ore 8.30 del 4 luglio attaccarono in colonne di compagnie sotto il micidiale fuoco della fanteria britannica, che disposta su due linee si dimostrò in grado di sviluppare un impressionante volume di fuoco.
Lo scontro durò solo dieci minuti, ma in quel breve lasso di tempo i francesi persero circa 500 uomini fra morti e feriti e di conseguenza si ritirarono precipitosamente su Catanzaro seguendo la vallata dell'Amato e abbandonando tutta l'artiglieria e tutto il materiale di cui disponevano. Le truppe britanniche ebbero una cinquantina di morti in tutto. I britannici si reimbarcarono due giorni dopo, avendo nel frattempo scaricato il materiale necessario a sostenere l'insurrezione in Calabria.

## Conseguenze
L'importanza di questo scontro, certamente non paragonabile alle grandi battaglie che si stavano combattendo in Europa centrale contro i Prussiani, risiede in primo luogo nelle conseguenze dirette dello scontro. Dopo Maida infatti la Calabria insorse e per almeno 4/5 anni non fu possibile  per i francesi controllarla.